# Holoparamecus tenuis
Holoparamecus tenuis is een keversoort uit de familie zwamkevers (Endomychidae). De wetenschappelijke naam van de soort werd in 1878 gepubliceerd door Edmund Reitter.